# Species affinis
Species affinis (gewoonlijk afgekort tot: sp., aff., of affin.) is een taxonomische term in zoölogie en plantkunde. In open nomenclatuur geeft het aan dat beschikbaar materiaal of bewijs suggereert dat de voorgestelde soort verwant is aan, een affiniteit heeft met, maar niet identiek is aan, de soort met de binominale naam waar het achter staat. Het Latijnse woord affinis kan worden vertaald als "nauw verwant aan", of "verwant aan".
Een auteur die n.sp., of sp. nov., aff voor een soortnaam zet geeft daarmee de mening weer dat het exemplaar een nieuwe, eerder nog niet beschreven soort is, maar dat er mogelijk (nog) niet genoeg informatie is om een formele beschrijving te voltooien. Alleen aff. gebruiken impliceert dat het exemplaar suggestief verschilt van het holotype, maar dat verder onderzoek nodig is om te bevestigen dat het een nieuwe soort is.
Een voorbeeld zou zijn: een schelp(weekdier) vermeld als Lucapina aff. L. aegis zou betekenen dat deze schelp enigszins lijkt op die van het weekdier Lucapina aegis, maar waarschijnlijker is dat het een andere soort is, hetzij nauw verwant aan, of sterk lijkt op Lucapina aegis. In een geschikte context kan het ook de mogelijkheid suggereren dat de schelp behoort tot een soort die nog niet beschreven is.
Binnen de entomologie, species proxima (Latijn: 'de dichtstbijzijnde soort', afgekort prox. of sp. prox .) en species near (afgekort nr. of sp. nr.) geven aan dat een exemplaar lijkt op, maar verschilt van, een beschreven soort.
Het gebruik van aff. is vergelijkbaar met andere indicatoren van open nomenclatuur zoals cf., sp., of ?, maar de laatste geven aan dat de soort eerder onzeker dan onbeschreven is.